# گمینا مارکووا
گمینا مارکووا (به لهستانی:  Gmina Markowa) یک گمینا در لهستان است که در شهرستان وانگتسوت واقع شده‌است. گمینا مارکووا ۶۸٫۴۶ کیلومتر مربع مساحت و ۶٬۶۱۷ نفر جمعیت دارد.